# Karsten Klein

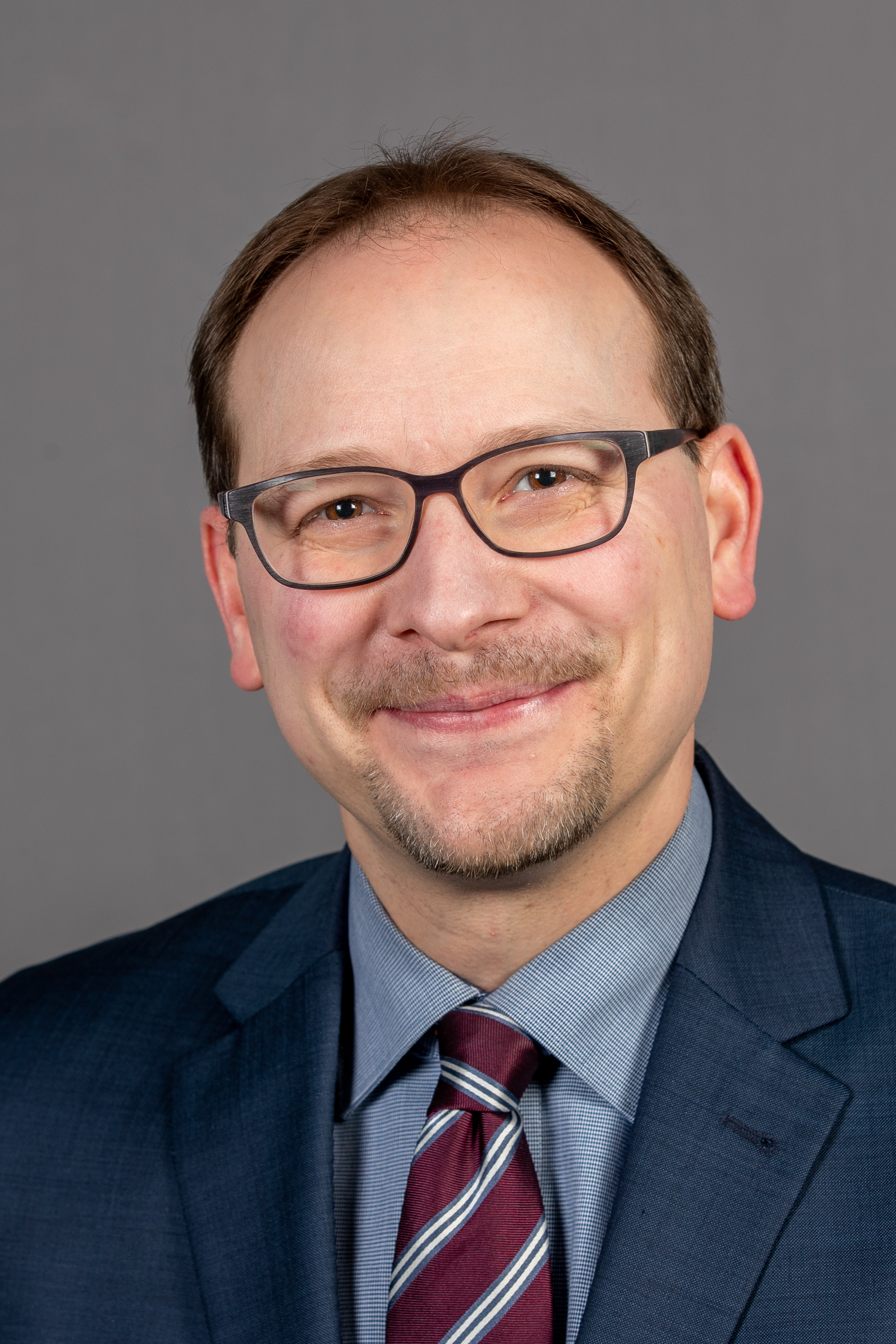
Karsten Klein, 2020

Karsten Klein (* 2. Dezember 1977 in Aschaffenburg) ist ein deutscher Politiker (FDP) und Diplom-Kaufmann. Von 2017 bis 2025 war er Mitglied des Deutschen Bundestages.

## Privates und Berufliches
Klein war Schülersprecher am Hanns-Seidel-Gymnasium in Hösbach, ist Mitgründer der Aschaffenburger Schülervertretung und war stellvertretender Bezirksschülersprecher für Unterfranken. Nach seinem Abitur 1999 studierte er Betriebswirtschaftslehre an der Julius-Maximilians-Universität Würzburg. Vor seinem Einzug in den Landtag war er Marketing- und Vertriebsleiter einer Aschaffenburger Firma. Klein war 2014 Geschäftsführer der Forschungseinrichtung Zentrum für Telematik e. V. und von 2015 bis zu seinem Einzug in den Bundestag als Forschungsreferent für EU-Projekte an der Hochschule Aschaffenburg tätig.
Er ist verheiratet und hat drei Kinder.

## Partei
1997 trat er den Jungen Liberalen bei und wurde dort Kreisvorsitzender von Aschaffenburg und Bezirksvorsitzender von Unterfranken. Seit 1999 ist Klein Mitglied der FDP.
Bei der FDP leitete er neun Jahre lang den Kreisverband in der Stadt Aschaffenburg. Seit 2013 ist er Bezirksvorsitzender der FDP Unterfranken und fungiert seit 2015 als stellvertretender Vorsitzender der bayerischen FDP.

## Öffentliche Ämter

### Mitglied im Stadtrat Aschaffenburg
Seit 2008 ist Klein Mitglied im Stadtrat Aschaffenburg. Von 2008 bis 2014 war er Vorsitzender der FDP-Fraktion im Aschaffenburger Stadtrat. Von 2014 bis 2022 fungiert er als Ausschusssprecher. In der laufenden Amtsperiode 2020–2026 ist er Mitglied des Haupt- und Finanzsenats, des Digitalisierungs- und Organisationssenats, des Stadthallensenats, des Umwelt-, Klima- und Verwaltungssenats, des Feriensenats und des Senats für Sport und Gesundheit.

### Mitglied des Bayerischen Landtages
Bei der Landtagswahl am 28. September 2008 kandidierte Klein als Direktkandidat  im Stimmkreis Aschaffenburg-West und zog über die Parteiliste im Wahlkreis Unterfranken erstmals in den Bayerischen Landtag ein. Dort war er stellvertretender Fraktionsvorsitzender, Mitglied des Ausschusses für Staatshaushalt und Finanzfragen und Sprecher der Fraktion für Haushaltspolitik. Er war Mitglied im Untersuchungsausschuss zum Kauf der HypoGroup Alpe Adria durch die Bayerische Landesbank und war Mitglied der Landesbank-Kommission.
Nachdem die FDP bei der Landtagswahl in Bayern 2013 die Fünf-Prozent-Hürde nicht überwinden konnte, schied er aus dem Landtag aus.

### Mitglied des Deutschen Bundestages
Karsten Klein kandidierte als Direktkandidat im Wahlkreis Aschaffenburg und auf Listenplatz 2 der bayerischen FDP bei der Bundestagswahl 2017 und zog über die Landesliste in den 19. Deutschen Bundestag ein. Bei der Bundestagswahl 2021 kandidierte er erneut und wurde über die Landesliste wiedergewählt.
Seit 2017 ist Klein ordentliches Mitglied im Haushaltsausschuss, Rechnungsprüfungsausschuss. Darüber hinaus ist er stellvertretendes Mitglied im Verteidigungsausschuss und im Wirtschaftsausschuss. Seit Beginn der 20. Wahlperiode übernimmt er für seine Fraktion im Haushaltsausschuss und im Rechnungsprüfungsausschuss die Funktion des Obmanns. Im Haushaltsausschuss ist Klein für die FDP-Fraktion Berichterstatter für die Einzelpläne des Wirtschaftsministeriums, des Gesundheitsministeriums und des Verteidigungsministeriums.
Von 2017 bis 2025 war er Landesgruppenchef der Bayerischen Liberalen im Deutschen Bundestag. Mit dem Ausscheiden der FDP bei der Bundestagswahl 2025 schied er aus dem Bundestag aus.

## Sonstige Ämter
Klein war von 2012 bis 2022. Vorsitzender des evangelischen Kirchenvereins St. Lukas e. V. in Aschaffenburg-Leider, sowie Vorsitzender des Sportvereins TuS 1893 Aschaffenburg-Leider e. V. Daneben ist er Vorstandsmitglied der Thomas-Dehler-Stiftung.

## Mitgliedschaften
Karsten Klein ist Mitglied der überparteilichen Europa-Union Deutschland, die sich für ein föderales Europa und den europäischen Einigungsprozess einsetzt. Zudem ist er Mitglied im Liberalen Mittelstand e. V.

## Schriften
- Aufstieg auf Pump?. In: Frank Schäffler, Bernd Reuther (Hrsg.): Aufstieg – 16 Vorschläge für die Zukunft Deutschlands. FinanzBuch Verlag 2020, ISBN 978-3-95972-417-3.